# Carme Chacón

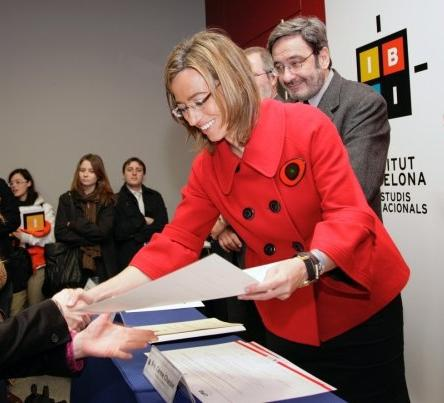
Carme Chacón en el Instituto Barcelona de Estudios Internacionales, 2012

Carmen María Chacón Piqueras (Esplugas de Llobregat, Barcelona, 13 de marzo de 1971-Madrid, 9 de abril de 2017), más conocida como Carme Chacón, fue una política, abogada y profesora universitaria española.
Afiliada al PSC desde 1994 y, por ello, estrechamente ligada al PSOE, fue elegida diputada por Barcelona en la VII, VIII, IX y X legislaturas, siendo en las dos últimas cabeza de lista. Fue vicepresidenta primera del Congreso de los Diputados durante más de la mitad de la octava legislatura, asumiendo en 2007 la cartera de Vivienda del Gobierno de José Luis Rodríguez Zapatero y en 2008, la de Defensa, siendo la primera mujer en ostentar dicho cargo en España. En el 38.º congreso del PSOE, celebrado el 4 de febrero de 2012, se presentó como candidata a secretaria general del PSOE; su rival fue Alfredo Pérez Rubalcaba, ante el que perdió por 22 votos. En el congreso extraordinario del PSOE celebrado los días 26 y 27 de julio de 2014 fue elegida secretaria de Relaciones Internacionales del PSOE hasta 2016, cuando presentó su dimisión.  El 9 de abril de 2017 fue hallada muerta en su domicilio de la calle Viriato de Madrid a los 46 años a causa de una cardiopatía congénita.

## Origen y formación
Era hija de Esther Piqueras, una abogada catalana, y Baltasar Chacón, un arquitecto técnico andaluz originario del municipio almeriense de Olula del Río. Tenía una hermana pequeña. En su infancia estudió en un colegio del barrio de Sants de Barcelona, MDP Josep Tous, dirigido por la Congregación de las Hermanas Capuchinas de la Madre del Divino Pastor. Se licenció en Derecho por la Universidad de Barcelona, estudiando el cuarto curso en la Universidad de Mánchester. Entre 1994 y 1996 cursó estudios de doctorado en la Universidad Autónoma de Barcelona, pero nunca llegó a leer la Tesis doctoral. Después cursó estudios de posgrado en la facultad de Derecho (Osgoode Hall Law School) de la Universidad de York, en la Universidad de Kingston, en la Universidad de Montreal y en la Universidad Laval. Posteriormente fue profesora de Derecho Constitucional de la Universidad de Gerona durante más de 10 años, hasta que pidió la excedencia para entrar en filas políticas. 

## Inicios
Con 16 años se introdujo en las Juventudes Socialistas de Cataluña y siete años más tarde, en 1994, dio el salto definitivo al partido. En junio de 1999 fue escogida concejal del Ayuntamiento de Esplugues del Llobregat, su ciudad natal, y fue primera teniente de alcalde de Servicios económicos, recursos humanos y seguridad ciudadana entre 1999 y 2003.
Su experiencia política se amplió como observadora de la OSCE en conflictos internacionales como el de Bosnia Herzegovina en 1996 y Albania en 1997. En julio de 2000 fue nombrada secretaria de Justicia en la Ejecutiva Nacional del Partido de los Socialistas de Cataluña (PSC). En el 35.º Congreso Federal del PSOE fue elegida secretaria de Educación, Universidad, Cultura e Investigación. Se posicionó al lado del entonces candidato a secretario general del PSOE, José Luis Rodríguez Zapatero dentro de la corriente de pensamiento liderada por este llamada «Nueva Vía». Desde este instante, se ganó el reconocimiento de Zapatero y se la considera como una de las políticas con la carrera más fulgurante del PSOE.
En septiembre de 2003, Chacón fue nombrada portavoz del PSOE y del comité electoral para las elecciones generales de España de 2004, en las que ocupó el número dos en la lista del PSC por Barcelona. Desde julio de 2004, en el 36.º Congreso Federal del PSOE, fue nombrada secretaria de Cultura del partido. También se renovó su pertenencia a la comisión ejecutiva del PSC, aunque sin secretaría concreta.

## Diputada
Su trayectoria parlamentaria arranca en las elecciones generales de 2000, cuando consiguió el acta de Diputada en Cortes por la provincia de Barcelona. Durante esa legislatura trabajó como vocal de la Diputación Permanente y de la Comisión de Educación, Cultura y Deporte, y estaba adscrita a la Comisión de Infraestructuras. Fue reelegida diputada en las elecciones de marzo de 2004, tras el triunfo electoral de su partido, y pasó a ocupar la vicepresidencia primera de la Mesa del Congreso de los Diputados el 2 de abril de 2004 bajo la presidencia de Manuel Marín. Permaneció en el Congreso hasta agosto de 2013, cuando abandonó su escaño para ser profesora en el Miami Dade College.
En las elecciones generales de España de 2015 fue elegida nuevamente diputada por la circunscripción de Barcelona. El 28 de abril de 2016 hizo público que no repetiría como candidata, un día después de que se anunciase la celebración de nuevas elecciones por el desacuerdo entre los grupos parlamentarios a la hora de investir a un presidente del Gobierno.

## Ministra

### Vivienda
Durante la VIII legislatura del periodo constitucional, José Luis Rodríguez Zapatero le confió el Ministerio de Vivienda sustituyendo a María Antonia Trujillo en el contexto de la burbuja inmobiliaria española.
Estuvo al frente del ministerio un año, durante el cual anunció, el 1 de enero de 2008, el lanzamiento del apoyo público a las viviendas de alquiler para jóvenes de 22 a 30 años por un valor de 210 euros al mes, al que se añadió un préstamo sin intereses de 600 euros para el pago de la fianza, reembolsable en cuatro años.
A finales del 2007, ante las dificultades de acceso a viviendas de alquiler debido a la morosidad y la inseguridad jurídica, anunció que el 1 de enero del 2008 se abrirían en Madrid los seis primeros juzgados de primera instancia de lo civil destinados a agilizar desahucios por impago de alquiler.
El 16 de diciembre de 2007 fue proclamada como número uno por Barcelona a las elecciones generales de 2008. Es reelegida al Congreso de los Diputados con el 46,7 % de los votos y con 16 escaños de 31 que tiene su circunscripción, que es la mejor puntuación de su partido en la provincia de Barcelona desde 1982.

### Defensa
El 14 de abril de 2008, embarazada de siete meses, se convirtió en la primera ministra de Defensa de España y la primera ministra española que accedía a un ministerio encinta, lo que fue ampliamente difundido en el resto de Europa por su excepcionalidad. Entre sus primeras decisiones estuvo su visita a las tropas españolas del destacamento español en Herat (Afganistán).

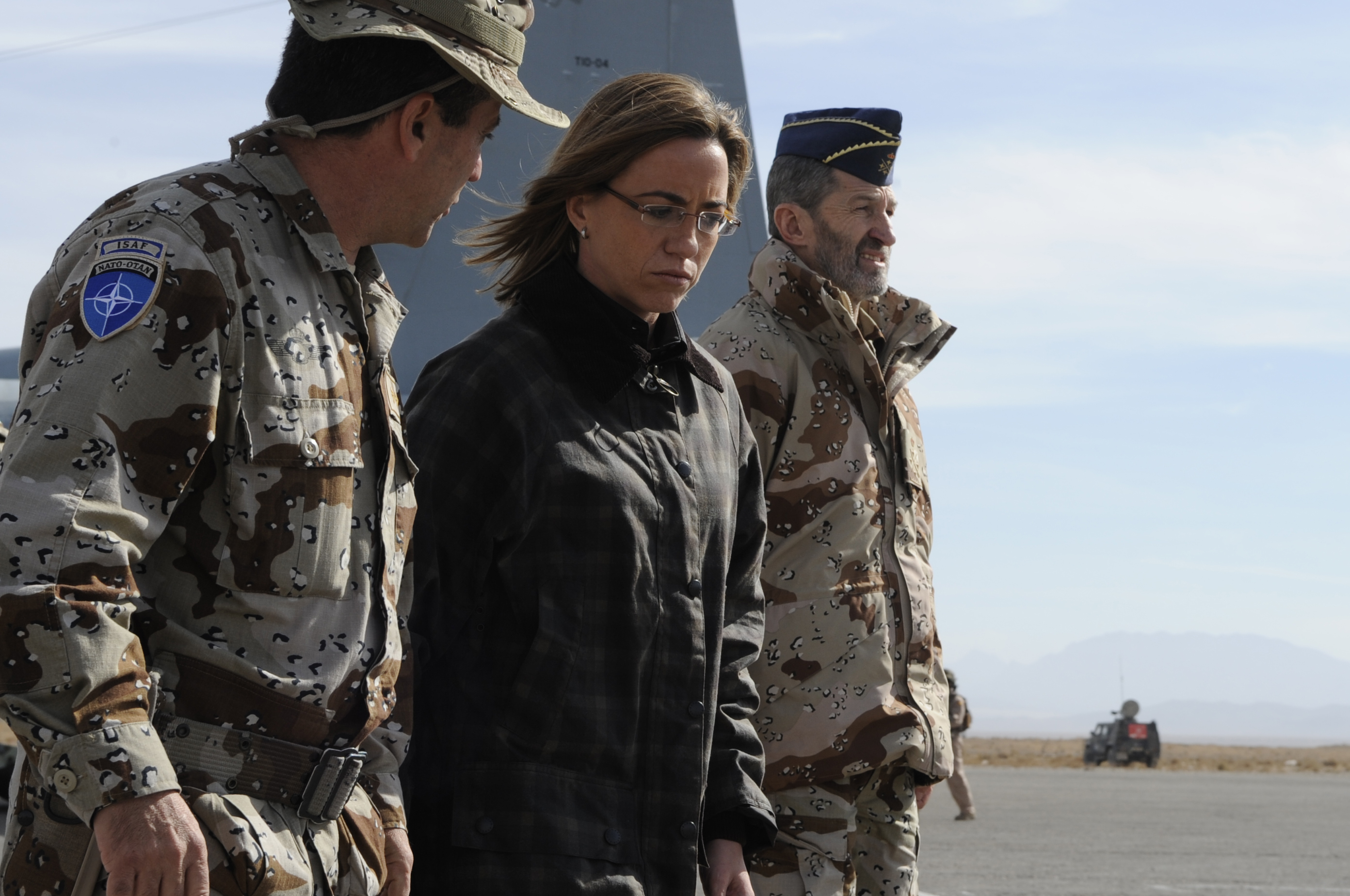
Chacón junto al JEMAD José Julio Rodríguez Fernández en Herat, Afganistán

El 19 de mayo, Carme Chacón dio a luz a su primer hijo, un varón llamado Miquel, en el Hospital San Juan de Dios de Esplugas de Llobregat, en Barcelona. Durante su periodo de baja, el ministro de Interior, Alfredo Pérez Rubalcaba, suplió a la ministra y se encargó del despacho de los asuntos ordinarios del Ministerio de Defensa hasta su reincorporación.
Tras su vuelta el 30 de junio de 2008, anunció la sustitución de los cuatro jefes de Estado Mayor de las Fuerzas Armadas Españolas. En noviembre, una encuesta realizada por el Centro de Investigaciones Sociológicas (CIS) la designa como la miembro del gabinete más popular entre el pueblo español, frente a la ministra de la Presidencia y vicepresidenta del Gobierno, María Teresa Fernández de la Vega, quien ostentaba ese honor desde el año 2004.
El 19 de marzo de 2009, Carme Chacón anunció la retirada de las tropas españolas de Kosovo, cuya proclamación de independencia no es reconocida por España. El secretario general de la OTAN, Jaap de Hoop Scheffer, así como los gobiernos de algunos de los países miembros de la alianza atlántica, como Estados Unidos, criticaron que la retirada se anunciase sin un previo acuerdo. España, por su parte, sostuvo que su misión estaba basada en la resolución 1244 del Consejo de Seguridad de las Naciones Unidas, que establece la necesidad de respetar la integridad territorial de Serbia, de modo que el reconocimiento del Estado kosovar por varios países de la OTAN socava dicha cobertura de la ONU y motiva la retirada. No obstante, el Gobierno español acordó con la OTAN efectuar la retirada de las tropas españolas de forma escalonada y coordinada con el resto de aliados. El 28 de marzo de 2009, el vicepresidente de Estados Unidos, Joe Biden, tras reunirse con el presidente del Gobierno español José Luis Rodríguez Zapatero en la Cumbre de Líderes Progresistas en Viña del Mar (Chile), declaró que el desacuerdo EE. UU.-España sobre Kosovo «es un capítulo cerrado» y calificó a España como uno de «los socios más fuertes de EE. UU.». En marzo de 2010 aparece en la lista de jóvenes líderes mundiales del Foro Económico Mundial.

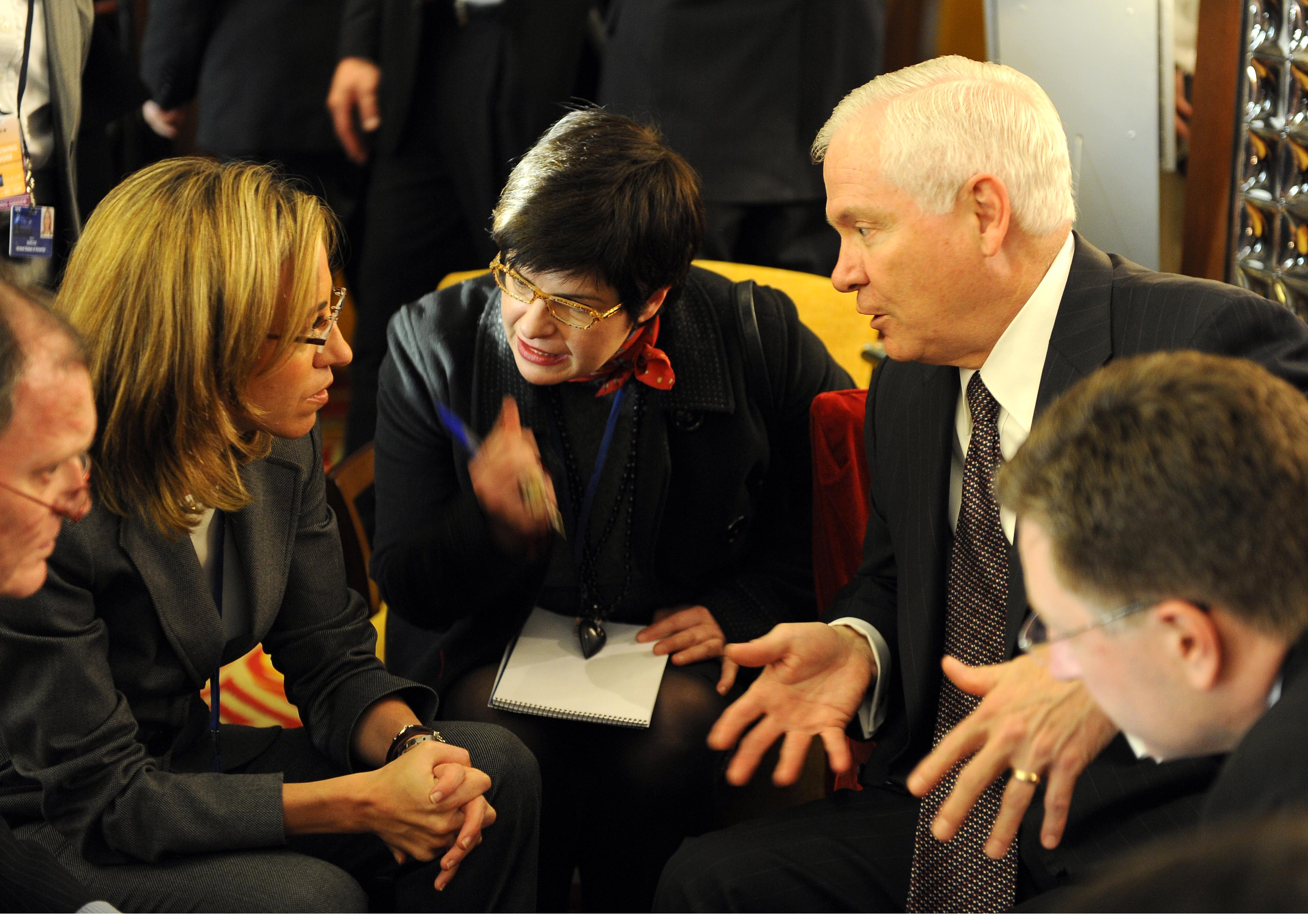
Carme Chacón con Robert Gates, secretario de Defensa de EE. UU., durante la cumbre de la OTAN en Bucarest en 2008

Mientras que la piratería fuera moneda corriente en aguas de Somalia, Carme Chacón llamó a los arrastreros españoles del océano Índico a ayudar a financiar su protección porque son «empresas privadas haciendo negocios privados». El 2 de octubre de 2009 debió gestionar la captura del arrastrero vasco Alakrana por piratas somalíes enfrentándose a las críticas de la oposición mientras tres miembros de la tripulación secuestrada eran desembarcados el 5 de noviembre en territorio somalí. El buque fue liberado doce días después. El Partido Popular, denunciando la incompetencia y la improvisación del Gobierno, anunció su intención de pedir al Congreso una reprobación de la gestión, entre otros, de la ministra de Defensa durante este caso.
El 17 de febrero de 2010, cuando explicaba a la Comisión de Defensa del Congreso el despliegue de nuevas tropas a Afganistán, dijo sobre la guerra en ese país que ve «la luz al final del túnel». A principios de ese mismo año 2010, sigue siendo uno de los ministros más populares de España detrás de Alfredo Pérez Rubalcaba y María Teresa Fernández de la Vega, pero más popular que José Luis Rodríguez Zapatero. Tras el accidente de un helicóptero en Haití en el que resultaron muertos cuatro soldados el 17 de abril de 2010, ella viajó al día siguiente a la isla para rendirles honores y garantizar su repatriación. Un mes después visitó a las tropas españolas desplegadas sobre el terreno debido al terremoto de Haití de 2010.
Preguntada por la expulsión en abril de 2010 de una estudiante de su instituto de Pozuelo de Alarcón, un municipio de Madrid, porque llevaba el hiyab, Chacón dijo que «España no es Francia», en referencia al debate sobre la prohibición del uso del burka llevado a cabo en ese país en esos momentos, y que se necesitaba un consenso político en este asunto, a diferencia de la ministra de Igualdad, Bibiana Aído, pero de acuerdo con la posición del Gobierno. Mientras que Zapatero y el PSOE estaban cayendo en las encuestas, ella apoyó en octubre de 2010, las «duras» medidas de austeridad presupuestaria impuestas por el Gobierno, según dijo porque son útiles a medio y largo plazo «para restaurar la confianza y la estabilidad» en la economía española, y criticó a Mariano Rajoy, presidente del PP, como un «seudolíder» que practica «pseudodemocracia». El ministerio de Chacón aprobó el nuevo reglamento de Honores Militares en mayo de 2010, por lo que en junio de ese mismo año el Corpus de Toledo no tuvo honores militares.

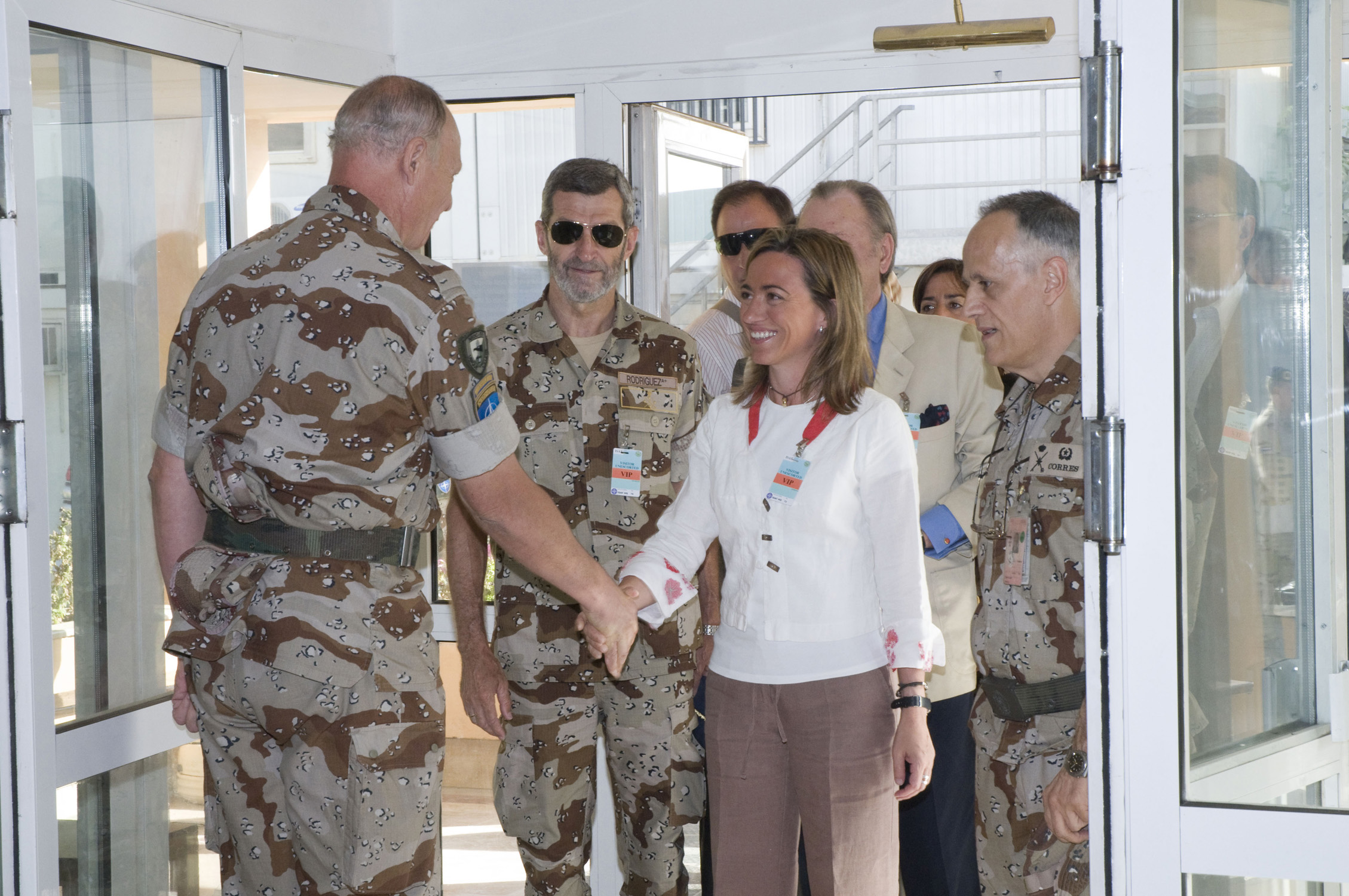
Carme Chacón en el cuartel general de la ISAF, en Kabul, en 2009

En la ceremonia que marcó el inicio de la retirada de las tropas españolas de Bosnia-Herzegovina, el 18 de octubre de 2010, recordó que «lo que sucedió en los Balcanes nos debe recordar que las operaciones internacionales son necesarias», afirmando que «En el futuro, España terminará sus misiones, tales como el Líbano, Somalia o Afganistán». Dos encuestas publicadas a principios de noviembre de 2010, confirmaron su gran popularidad, superior a la de pesos pesados como José Blanco o Manuel Chaves, y demostraron que es, después de Rubalcaba, el ministro más conocido del gobierno. Con motivo de la cumbre de la OTAN celebrada en Lisboa a finales de noviembre de 2010, informó de que las Fuerzas Armadas de España iniciarían la transferencia de dos provincias afganas bajo su control en 2011, tres años antes de lo previsto por la Alianza para la retirada de las tropas del país, al tiempo que afirmó que no quería decir «un retiro automático» de las tropas españolas. Ella se retractó alrededor de un mes más tarde, indicando a los parlamentarios que el hecho de que las tropas implicadas «renuncien a sus responsabilidades» no implica una «retirada automática» del país.
Siendo ministra de Defensa se decretó, con el primer estado de alarma de la democracia (y único hasta el surgimiento, en el año 2020, de la crisis del COVID-19) durante la denominada crisis de los controladores aéreos en España en 2010 el 4 de diciembre de 2010, la militarización de los controladores aéreos civiles, así como la posterior prórroga del estado de alarma hasta el día 15 de enero de 2011.
En junio de 2011, explicó que las tropas españolas desplegadas en Afganistán no se reducirían antes de que finalizase el año, pero que el Gobierno sí tenía la intención de comenzar a retirar las tropas en 2012. El Congreso de los Diputados adopta un mes más tarde la ley sobre los derechos y deberes de los militares, a veces llamada ley Chacón, que permite que los soldados tengan una actividad asociativa y crea una «Junta de Personal» en vinculación de las tropas y el ministerio. Este texto había sido acordado en marzo con el Partido Popular.

## En la sucesión de Zapatero
En febrero de 2011, en respuesta a las protestas en los países árabes, se quejó de que la Unión Europea «se ha confundido muchas veces» en sus relaciones con los estados del sur y dijo que «la Alianza de civilizaciones no es la democracia en Occidente y la autocracia en Oriente». Reiteró sus críticas el 22 de febrero sobre el régimen del coronel Muammar Gaddafi y la revolución en Libia. Ese mismo día, durante un almuerzo con la prensa, dijo que una mujer natural de Cataluña podría conducir España como presidenta del Gobierno y agregó, que apoyaría al presidente Zapatero para un tercer mandato, pero si él rehusase, la palabra sería entonces de los militantes del PSOE en elecciones primarias.
A finales de marzo, cuando aumentaba la especulación sobre una posible renuncia del jefe de Gobierno a competir por un tercer mandato en 2012, ella apareció, junto al vicepresidente primero del Gobierno y ministro del Interior Alfredo Pérez Rubalcaba, como una de las personas favoritas para sucederle, recibiendo el apoyo del secretario general del Partido Socialista de Madrid, Tomás Gómez, que se había opuesto internamente a Zapatero con anterioridad. Sin embargo, ella pidió, con el apoyo de los socialistas catalanes, poner fin a ese debate. Si bien la perspectiva de un cese de Zapatero parecía finalmente alargarse, este anunció el 2 de abril que no se presentaría a la próxima elección general, que iba a terminar su mandato y que su sucesor se elegiría durante un proceso de primarias internas.
Un sondeo publicado a finales del mes de abril mostró que su popularidad y sus efectos sobre las intenciones de voto para el PSOE eran casi idénticos a los de Rubalcaba, mientras que este último se distanciaba notoriamente un mes antes, en un contexto de subida fuerte de las intenciones de voto socialista, que progresaban en más de siete puntos y medio en el último mes. El 26 de mayo, dos días antes de la celebración del comité federal del partido, anunció que no presentaba su candidatura a las primarias, según ella, porque esta podría poner en peligro la unidad de los socialistas y la estabilidad del gobierno, a pesar de que ya había decidido presentarse en el mes de febrero y cuando ya había formado su equipo de campaña.
Propuesta a finales de agosto por el PSC como la cabeza de lista en la provincia de Barcelona en las elecciones generales de 2011, apoyó, por «lealtad» a Rubalcaba, la enmienda constitucional anunciada por Zapatero para establecer en la Constitución un límite sobre el déficit y la deuda pública, al tiempo que criticaba la decisión de no utilizar un referéndum.

### 38.º Congreso Federal del PSOE
Tras la derrota socialista en las elecciones generales de 2011, Zapatero anunció, a petición de Rubalcaba, la celebración de un Congreso del PSOE en febrero de 2012. Los rumores sobre una posible candidatura de Carme Chacón a la Secretaría General del PSOE aparecen entonces, confirmados el 23 de noviembre por Manuel Chaves, presidente del partido y vicepresidente del Gobierno. Recibe muy rápidamente, una vez más, el apoyo de Tomás Gómez y, al final de noviembre de 2011, del exministro de Exteriores, Miguel Ángel Moratinos. El 20 de diciembre, horas después de la investidura del conservador Mariano Rajoy en el Congreso de los Diputados como presidente del Gobierno, firmó un documento con, entre otros, Francisco Caamaño, Josep Borrell, Cristina Narbona, Juan Fernando López Aguilar, Javier Rojo o Aina Calvo, que se titulaba Mucho PSOE por hacer, que abogaba por una mayor apertura del PSOE a la sociedad, por la definición de una política económica y fiscal de izquierda y defiende una revisión de los últimos años en el poder de Rodríguez Zapatero, incluida la negativa del presidente en 2008 de utilizar la palabra «crisis» para referirse a la crisis económica en ese momento y los recortes presupuestarios que decidió el presidente en mayo de 2010, al tiempo que reiteró su compromiso con los grandes progresos realizados en los últimos siete años de gobierno socialista.
El 4 de enero de 2012 anunció durante un acto en Valencia su intención de optar a la Secretaría General del PSOE. Según Chacón su objetivo era «encabezar un proyecto nuevo» y «levantar ya» el partido, «sin transiciones ni interregnos». La presentación oficial de la candidatura tuvo lugar tres días después, el 7 de enero de 2012, en la localidad almeriense de Olula del Río, pueblo natal de su padre. Durante el mes que duró la campaña, la candidata recorrió numerosas ciudades de España, como Gijón, Málaga, Alicante, entre otras muchas, para presentar su candidatura. El 28 de enero se celebró un acto en el Círculo de Bellas Artes de Madrid en el que la candidata recibió el apoyo de destacadas representantes del mundo de la política y la cultura, como la exvicepresidenta del Gobierno María Teresa Fernández de la Vega, la exministra Beatriz Corredor y la escritora Clara Sánchez. El acto fue promovido y presentado por la periodista Pilar del Río, viuda del escritor José Saramago. Finalmente, el 4 de febrero en el 38.º Congreso del PSOE, celebrado en Sevilla, Chacón perdió frente a Alfredo Pérez Rubalcaba por 22 votos de diferencia. Una vez conocidos los resultados, Chacón declinó ocupar cualquier cargo en la dirección del partido, pero sí pidió al nuevo líder que conformase una ejecutiva de unidad e integración.
El 28 de agosto de 2013 comunica su renuncia al acta de diputado para trasladarse a EE. UU. a impartir clases de sistemas políticos comparados en el Miami Dade College.

## Secretaria de Relaciones Internacionales del PSOE
Desde el Congreso Extraordinario del PSOE celebrado los días 26 y 27 de julio de 2014 fue secretaria de Relaciones Internacionales del PSOE.
El 11 de junio de 2015 anunció que se presentaría a las primarias para elegir al cabeza de lista por la provincia de Barcelona del PSC para las elecciones generales de 2015 y el 30 de junio fue elegida porque fue la única que consiguió los avales.

## Vida personal
Contrajo matrimonio el 14 de diciembre de 2007 con el periodista Miguel Barroso, ex secretario de Estado de Comunicación con José Luis Rodríguez Zapatero. En 2008 dio a luz a su primer y único hijo, Miquel. En julio de 2016 se anunció el divorcio de la pareja. El 13 de enero de 2024 su hijo Miquel quedó huérfano de padres a los quince años al fallecer su padre Miguel Barroso en Madrid a la edad de setenta años de un infarto, al igual que su madre.

## Fallecimiento
El 9 de abril de 2017, a la edad de 46 años, Carme Chacón fue hallada muerta en su domicilio del número 20 de la madrileña calle de Viriato, tras el aviso de un familiar que no conseguía contactar con ella desde la noche anterior. Carme Chacón padecía una transposición de los grandes vasos y un bloqueo auriculoventricular completo.

## Distinciones y condecoraciones
- Premio Mujeres Progresistas de la FMP (2008).[82]
- Premios Protagonistas del Año: Protagonista Política (2008).[83]
- Premio Ramón Rubial (2009).[84]
- Premio 8 de marzo: Día de la Mujer Trabajadora de UGT (2009).[85]
- Gran Oficial de la Orden de la Corona de Bélgica (2011).[86]
- Gran Cruz de la Orden de Carlos III (30 de diciembre de 2011).[87]
- Premio Constantino Herranz Márquez a los Valores Democráticos y la Defensa de las Libertades (2012).[88]
- II Premio a la Igualdad de la Agrupación Socialista de Pinto (2012).[89]
- Premio Creu de Sant Jordi (2017) concedido por la Generalidad de Cataluña a título póstumo.[90]